# Haemalea imitans
Haemalea imitans es un género de polillas perteneciente a la familia Geometridae, descritos por primera vez por el lepidopterólogo francés Paul Dognin en 1900. Se encuentra distribuido por Ecuador. El holotipo de la especie fue descrita en el valle de la Zamora en los alrededores del sector El Monje, al sur de la ciudad de Loja. Tiene gran parecido con la especie de la misma región, Haemalea partita, así como con la especie Metallaxis teledapa, de Madagascar.

## Descripción
Es una polilla pequeña con una envergadura de 17 milímetros (0,7 plg). La cara superior de las alas es de un testáceo amarillento, girando a rojizo en una parte de las inferiores, con la costa del ala marrón violácea. Las cuatro alas cuentan con un borde terminal marrón, interrumpido entre 2 y 3 en las superiores y flecos del mismo color. La cara inferior es amarillo pajizo muy pálido, brillante, lavado de rosa en las alas superiores. Las antenas se ven finamente ciliadas.